# Anacroneuria cordillera
Anacroneuria cordillera är en bäcksländeart som beskrevs av Rojas och Maria del Carmen Zúñiga 1999. Anacroneuria cordillera ingår i släktet Anacroneuria och familjen jättebäcksländor. Inga underarter finns listade i Catalogue of Life.